# メキシコマシコ
メキシコマシコ（学名：Carpodacus mexicanus）は、スズメ目アトリ科に分類される鳥類の一種。
オオマシコ、アカマシコの近縁種。

## 分布
新北区に生息する。